# Sardegna Semidano
Il Sardegna Semidano è un vino DOC la cui produzione è consentita nell'intero territorio della Regione Autonoma della Sardegna.
La denominazione d'origine controllata “Sardegna Semidano” può essere accompagnata dalla sottozona "Mogoro" a condizione che il vino così designato provenga dalla rispettiva zona di produzione che risponde ai particolari requisiti previsti dal presente disciplinare di produzione. La zona di produzione del vino a denominazione d'origine controllata “Sardegna Semidano” designato con la sottozona "Mogoro", comprende l'intero territorio dei comuni di Baressa, Gonnoscodina, Gonnostramatza, Masullas, Mogoro, Pompu, Simala, Siris e Uras in provincia di Oristano e Collinas, Sardara e Villanovaforru in provincia del Medio Campidano.

## Caratteristiche organolettiche
- colore: giallo paglierino con riflessi tendenti al dorato
- odore: profumo delicato di fruttato, caratteristico
- sapore: morbido, sapido, fresco

## Storia
Il Semidano è un vitigno diffuso nell'isola fin dal XVIII secolo.

## Abbinamenti consigliati
Primi piatti regionali strutturati, secondi a base di pesce o carne bianca, anguilla, zuppe di pesce saporite, pecorino sardo e Fiore Sardo.

## Produzione
Provincia, stagione, volume in ettolitri
- Cagliari  (1995/96)  275,78
- Cagliari  (1996/97)  118,86
- Oristano  (1995/96)  588,49
- Oristano  (1996/97)  514,33